# 雁湖
雁湖是一个位于中国浙江省乐清县的湖泊，面积约为4平方千米。